# Chimarra siami
Chimarra siami är en nattsländeart som beskrevs av Jacquemart 1979. Chimarra siami ingår i släktet Chimarra och familjen stengömmenattsländor. Inga underarter finns listade i Catalogue of Life.